# Adolf Neumann (Matrose)

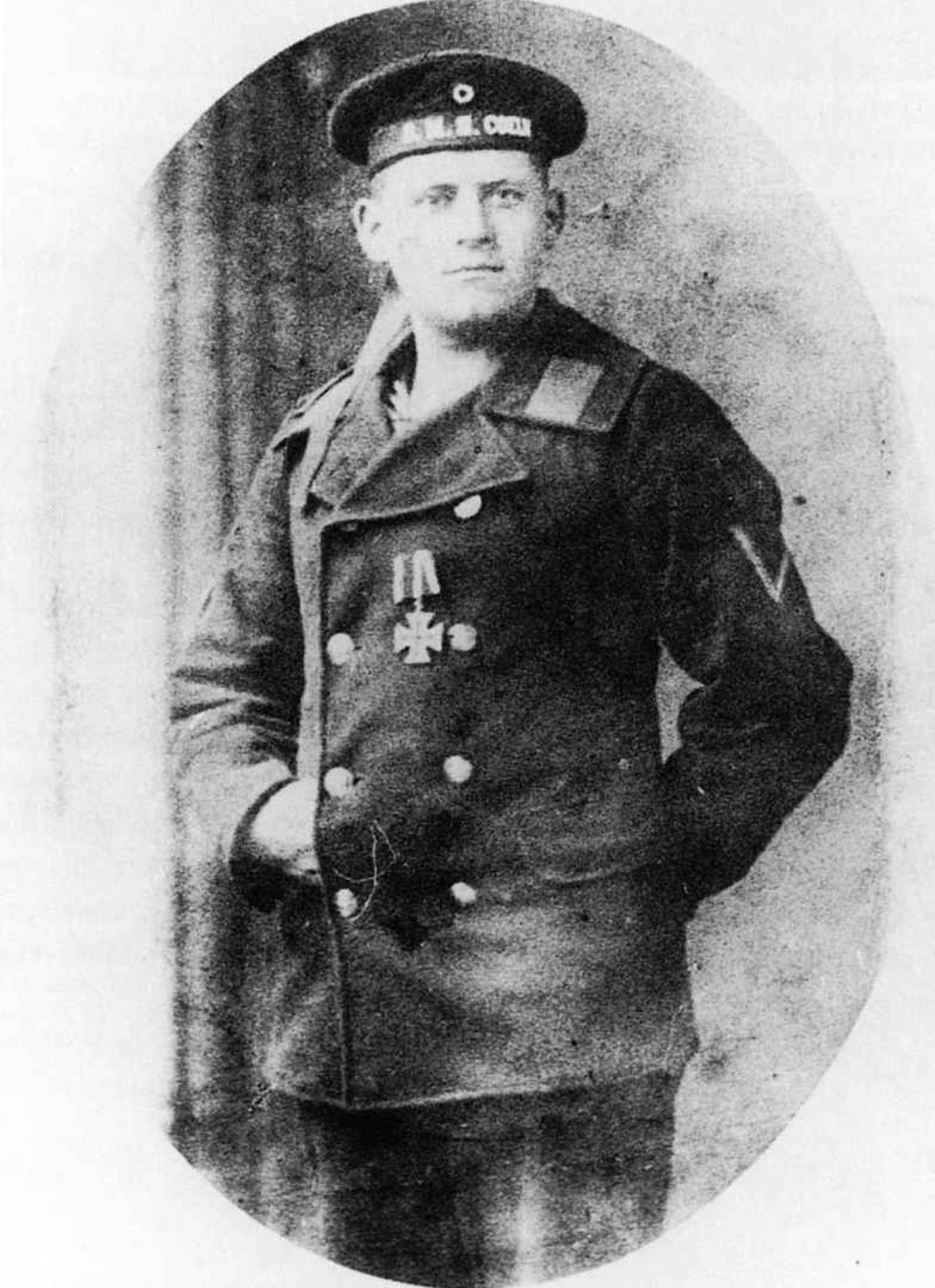
Adolf Neumann nach seiner Rettung

Adolf Neumann (* 24. Januar 1891 in Altwasser, Kreis Waldenburg; † nach 1964) war ein Obermatrose der Kaiserlichen Marine. Neumann erlangte Bekanntheit als einziger Überlebender des Kleinen Kreuzers Cöln.

## Leben

### Karriere
Neumann, der im Kreis Waldenburg geboren war, zog 1911 mit seiner Familie nach Herten im Kreis Recklinghausen. Er war als Kostgänger gegen Bezahlung bei einer Familie untergebracht, die ihm Unterkunft und Verpflegung bot. Neumann trat im Oktober 1913 in die Kaiserliche Marine ein und diente in Friedrichsort bei Kiel. Nach Ausbruch des Ersten Weltkriegs diente er als Oberheizer auf dem Kleinen Kreuzer Cöln unter dessen Kommandanten Hans Meidinger.
Am 28. August 1914 nahm das Schiff an dem Seegefecht bei Helgoland teil und versuchte nach einiger Zeit, aufgrund der weitaus überlegenen Anzahl an britischen Schiffen, zu entkommen. Gegen 14:30 Uhr versank das trotz erbitterter Gegenwehr von der Lion zum brennenden Wrack geschossene Schiff westlich von Helgoland in der Nordsee. Neumann war einer von rund 200 Besatzungsmitgliedern, die den Untergang zunächst überlebten. Da aber an diesem Tag starker Nebel herrschte, konnte man – trotz mehrerer Schiffe in unmittelbarer Nähe – die Schiffbrüchigen nicht finden.
Neumann konnte schließlich als einziger Überlebender nach 76 Stunden auf See gerettet werden. Neumann wurde zur „Heldenfigur“ stilisiert, um die Niederlage der deutschen Marine in einen moralischen Sieg umzudeuten. Er kehrte nach Herten zurück und heiratete 1916 Elfriede Ueberall (* 13. Januar 1895 in Kunzendorf; † am 10. November 1970), welche eines von 9 Kindern des August Uberall und dessen Ehefrau Maria, geb. Rother war. Das Paar bekam einen Sohn, Alfred Adolf Johann Neumann (* 1. Februar 1917 in Herten). Er wohnte bis 1918 in Köln, bevor er nach Disteln zog.
Er war ein Ehrengast beim Stapellauf des Geleitbootes Köln am 6. Dezember 1958. Andere Teilnehmer waren Vizeadmiral Friedrich Ruge und der Oberbürgermeister von Köln, Theo Burauen. Er nahm 1964 auch am Internationalen Marinetreffen in Köln teil.
Sein Überlebenskampf wird im Seemuseum „Windstärke 10“ in Cuxhaven geschildert.